# John Cunningham (Admiral)

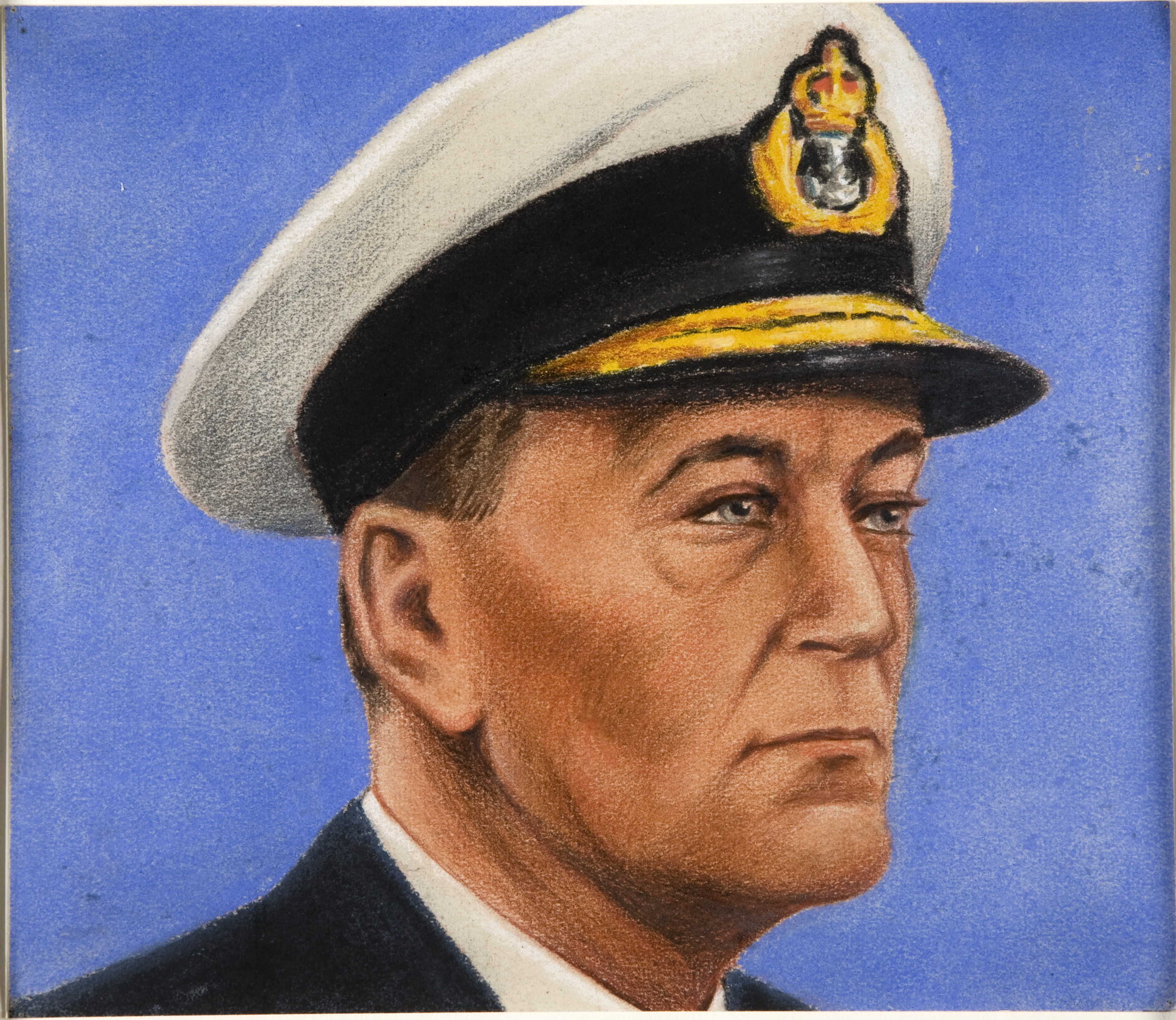
Admiral Sir John Cunningham (Gemälde von William Timym, 1943)

Sir John Henry Dacres Cunningham, GCB, MVO, MIEE (Hon.) (* 13. April 1885 in Demerara, Britisch-Guayana; † 13. Dezember 1962 im Middlesex Hospital, London) war ein britischer Seeoffizier der Royal Navy, der unter anderem als Admiral 1943 Oberkommandierender der Marineverbände in der Levante (Commander-in-Chief, Levant), von 1943 bis 1946 Oberkommandierender der Mittelmeerflotte (Commander-in-Chief, Mediterranean Fleet) sowie zuletzt zwischen 1946 und 1948 Erster Seelord und Chef des Marinestabes (First Sea Lord and Chief of the Naval Staff) war. Er wurde am 21. Januar 1948 zum Flottenadmiral (Admiral of the Fleet) befördert und trat wenige Monate später im September 1948 in den Ruhestand.

## Leben

### Ausbildung zum Seeoffizier, Erster Weltkrieg und Zwischenkriegszeit

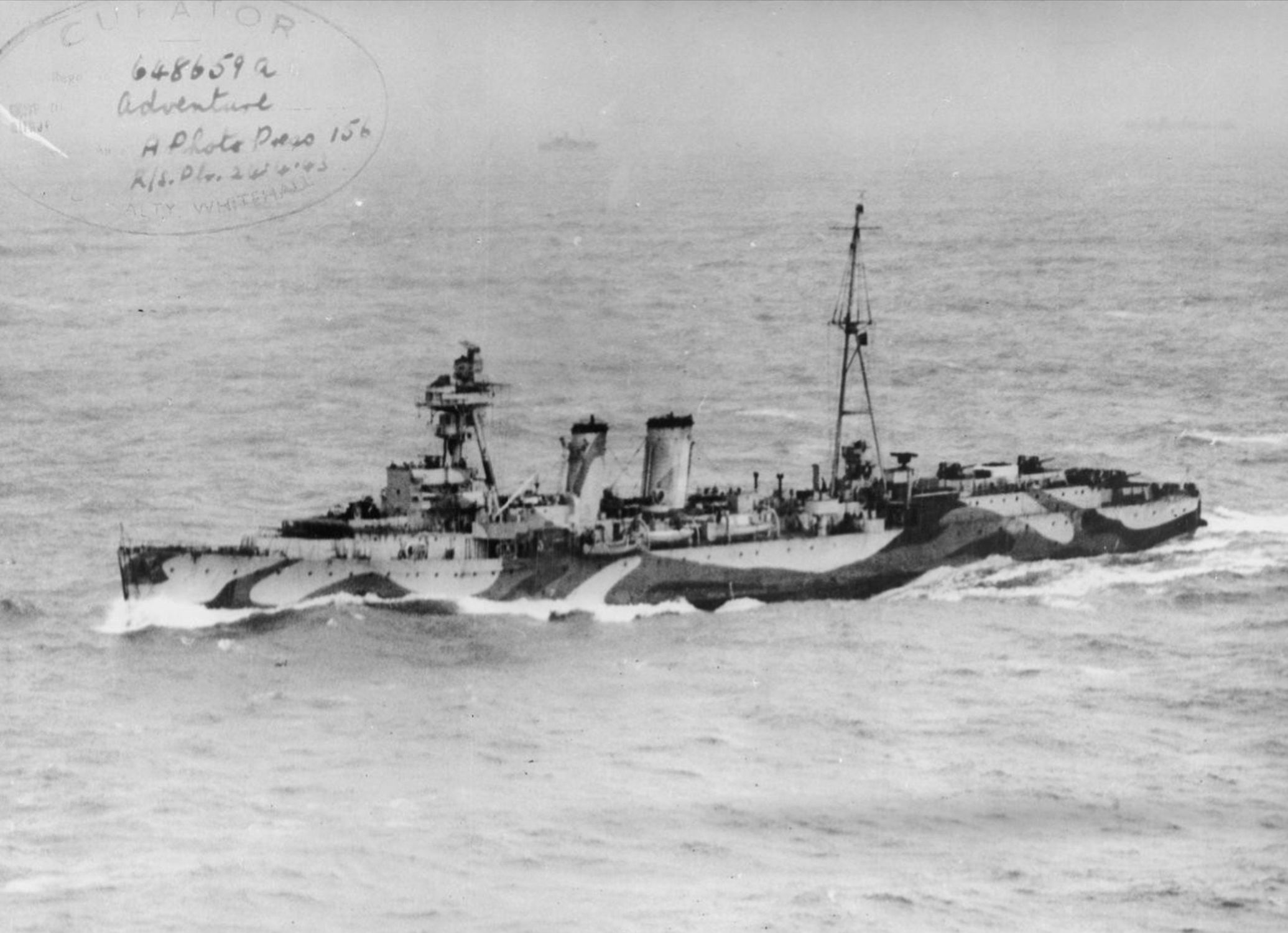
Kapitän zur See John Cunningham war zwischen 1928 und 1929 Kommandant (Commanding Officer) des zur Atlantikflotte gehörenden Minenlegers HMS Adventure.

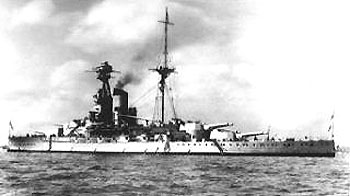
Kapitän zur See Cunningham war ferner von 1933 bis 1935 Kommandant des zur Mittelmeerflotte (Mediterranean Fleet) gehörenden Schlachtschiffs Resolution.

John Henry Dacres Cunningham, Sohn des Kronanwalts Henry Hutt Cunningham QC und dessen Ehefrau Elizabeth „Bessie“ Harriet Park, begann nach dem Besuch der Stubbington House School am 14. Januar 1900 als Seekadett (Cadet) eine Ausbildung auf dem Kadettenschulschiff Britannia. Nach seiner Beförderung zum Midshipman am 30. Mai 1901 versah er zwischen Juni 1901 und 1904 Dienst auf dem Kreuzer Gibraltar. Am 30. Juli 1904 wurde er kommissarisch zum Leutnant ernannt und am 20. Oktober 1905 zum Leutnant (Sub-Lieutenant) befördert, wobei die Beförderung rückwirkend zum 30. Juli 1904 erfolgte. Seine am 12. Mai 1906 erfolgte Beförderung zum Kapitänleutnant (Lieutenant) erfolgte rückwirkend zum 30. Oktober 1905. In den folgenden Jahren war er stellvertretender Navigationsoffizier auf dem Einheitslinienschiff Illustrious, auf dem Kanonenboot Hebe, auf dem Schlachtkreuzer Indefatigable sowie auf dem Minenleger Iphigenia. Am 30. Oktober 1913 wurde er zum Korvettenkapitän (Lieutenant Commander) befördert.
Während des Ersten Weltkrieges war Cunningham Navigationsoffizier auf dem Panzerkreuzer Berwick, auf dem Linienschiff Russell sowie auf dem Schlachtkreuzer Renown. Er wurde am 30. Juni 1917 zum Fregattenkapitän (Commander) befördert und war in den letzten Kriegsmonaten vom 5. Juli 1918 bis 1920 Navigationsoffizier auf dem Schlachtkreuzer Lion. Nach Kriegsende war er zwischen 1920 und 1921 Navigationsoffizier auf dem Schlachtkreuzer Hood sowie in dieser Verwendung zugleich auch Geschwader-Navigationsoffizier des Schlachtkreuzergeschwaders (Battle Cruiser Squadron). Anschließend erfolgte vom 20. April 1921 bis August 1923 eine Verwendung als Erster Offizier (Executive Officer) und Kommandant der Navigationsschule sowie zwischen 1923 und 1924 als Master of the Fleet auf dem Schlachtschiff Queen Elizabeth, das als Flaggschiff der Atlantikflotte (Atlantic Fleet) diente. Er wurde am 30. Juni 1924 zum Kapitän zur See (Captain) befördert und am 26. Juli 1924 auch Mitglied (Member) des Royal Victorian Order (MVO). Er besuchte daraufhin zwischen dem 27. Oktober 1924 und dem 28. Februar 1925 einen Kriegsführungslehrgang für höhere Offiziere am Royal Naval War College in Greenwich und war im Anschluss vom 28. Februar 1925 bis zum 21. Januar 1928 selbst als Dozent am Royal Naval War College tätig.
Am 21. Januar 1928 wurde Kapitän zur See John Cunningham Kommandant (Commanding Officer) des zur Atlantikflotte gehörenden Minenlegers Adventure und verblieb auf diesem Posten bis zum 5. Dezember 1929. Am 5. Dezember 1929 wechselte er in die Admiralität und war dort bis zum 15. Dezember 1930 stellvertretender Leiter der Planungsabteilung (Deputy Director of Plans Division, Admiralty) sowie im Anschluss vom 15. Dezember 1932 bis Dezember 1933 Leiter der Planungsabteilung (Director of Plans Division, Admiralty). Nachdem er zwischen dem 24. April und dem 7. September 1933 einen Technischen Lehrgang für höhere Offiziere besucht hatte, war er zwischen dem 7. September 1933 und Dezember 1935 Kommandant des zur Mittelmeerflotte (Mediterranean Fleet) gehörenden Schlachtschiffs Resolution. Daraufhin war Adjutant (Aide-de-camp) von König Georg V. von 1935 und bis zum Tode des Königs am 20. Januar 1936.

### Flaggoffizier und Zweiter Weltkrieg

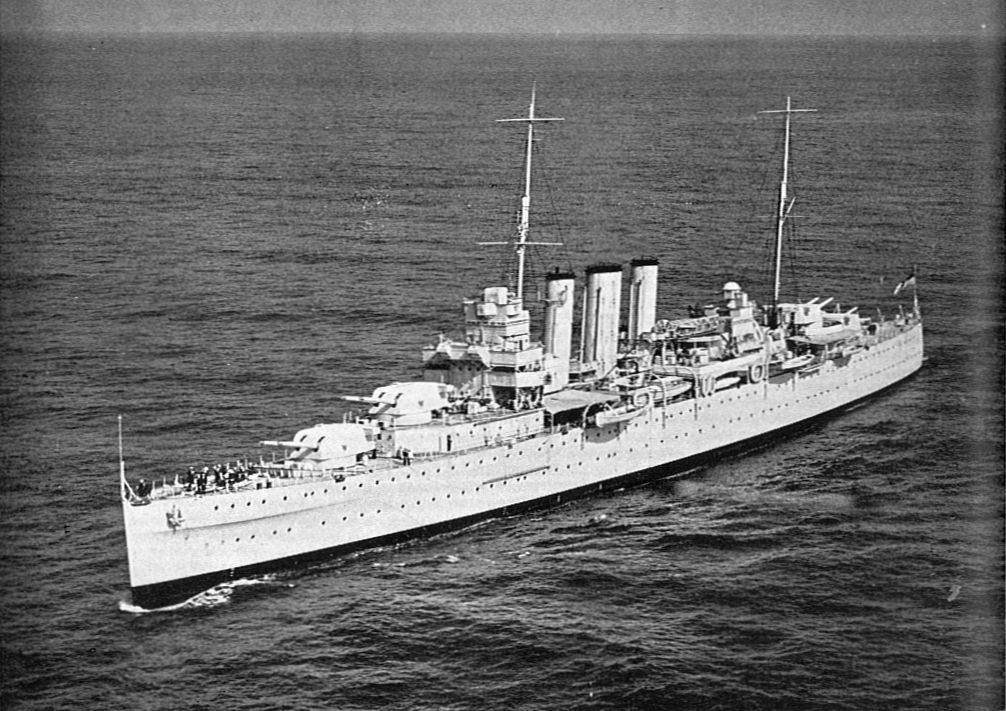
Während der Zeit als Kommandeur des 1. Kreuzergeschwaders von 1939 bis 1941 war der Schweren Kreuzer Devonshire Cunninghams Flaggschiff.

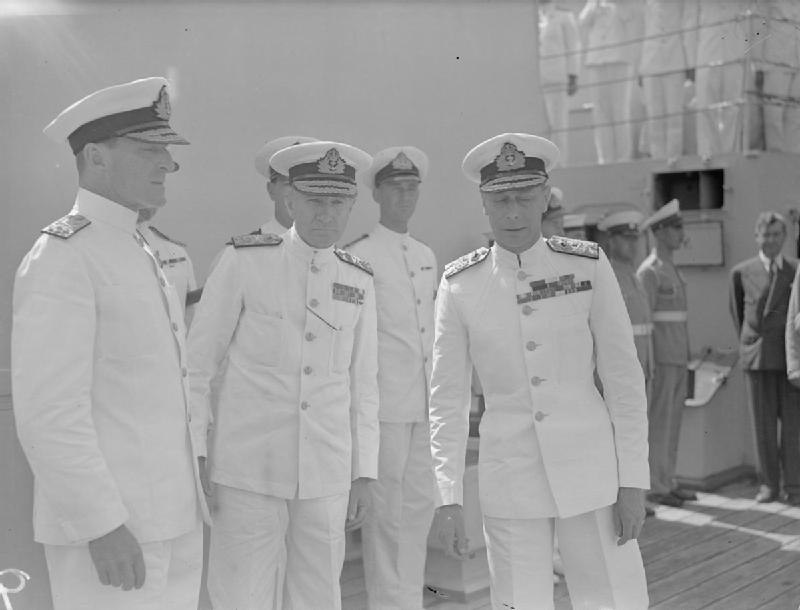
Cunningham (Mitte) mit Konteradmiral John Mansfield (links) und König Georg VI. (rechts)

Am 1. Januar 1936 wurde John Cunningham zum Konteradmiral (Rear-Admiral) befördert. Er wechselte als Lord Commissioner wieder in die Admiralität und war dort zunächst zwischen dem 2. Oktober 1936 und dem 10. August 1937 zunächst Assistierender Chef des Marinestabes (Assistant Chief of Naval Staff). Anlässlich der Krönungsfeierlichkeiten wurde er am 11. Mai 1937 Companion des Order of the Bath (CB). Nachdem die Marinefliegerverbände aus der Zuständigkeit des Luftfahrtministerium (Air Ministry) in die Zuständigkeit der Admiralität verlegt worden war, fungierte er vom 11. August 1937 bis Juli 1938 als erster und einziger Assistierender Chef des Marinestabes für die Marineflieger (Assistant Chief of Naval Staff (Air)). Anschließend wurde wieder der Posten des Fünften Seelords geschaffen, der als Fifth Sea Lord and Chief of Naval Air Services eingeführt, der für den Fleet Air Arm, das fliegende Material und Personal der Royal Navy zuständig ist. Erster Fünfter Seelord wurde im Juli 1938 Vizeadmiral Sir Alexander Ramsay.
Cunningham selbst übernahm am 19. August 1938 den Posten als Kommandeur des 1. Kreuzergeschwaders (1st Cruiser Squadron) mit dem Schweren Kreuzer Devonshire als Flaggschiff. Er verblieb auf diesem Posten bis Dezember 1940. Er wurde in dieser Verwendung am 30. Juni 1939 zum Vizeadmiral (Vice-Admiral) befördert und am 11. Juli 1940 im Kriegsbericht erwähnt (Mentioned in dispatches). Während des Zweiten Weltkrieges beschoss Cunninghams Geschwader mit einem weiteren Verband am 1. Juli 1940 den Hafen von Mers-el-Kébir, um die dort liegenden französischen Schiffe dem Zugriff durch die deutsche Kriegsmarine zu entziehen. Ein bedeutend schwereres Ereignis fand am 25. September 1940 statt, als die Resolution und ihr Kampfverband im Rahmen von Operation Menace von den Küstenbatterien des Hafens von Dakar beschossen wurde und die Resolution durch einen Torpedotreffer des U-Boots Bévéziers schwer beschädigt wurde. Daraufhin erhielt Cunningham von Premierminister Winston Churchill ein Telegramm, das ihn zum Rückzug aufforderte.
Er war zwischen dem 15. und 28. Dezember 1940 kurzzeitig Kommandierender Admiral des Marineverbandes M (Flag Officer Commanding Force M) und befand sich daraufhin zur besonderen Verwendung in der Admiralität. Innerhalb der Admiralität übernahm er am 1. April 1941 von Vizeadmiral Geoffrey Arbuthnot den Posten als Vierter Seelord und war als Fourth Sea Lord and Chief of Supplies and Transport bis zu seiner Ablösung durch Vizeadmiral Frank Pegram am 8. Mai 1943 zuständig für Verpflegung, Nachschub, Transport und medizinische Versorgung. Am 1. Juli 1941 wurde er zum Knight Commander des Order of the Bath (KCB) geschlagen, so dass er fortan den Namenszusatz „Sir“ führte.
Nach einer kurzzeitigen vorübergehenden Sonderverwendung in der Admiralität erhielt John Cunningham am 5. Juni 1943 kommissarisch den Rang eines Admirals (Acting/Admiral) und übernahm daraufhin als Nachfolger von Admiral Sir Henry Harwood zwischen dem 5. Juni 1943 und seiner Ablösung durch Admiral Sir Algernon Willis am 14. Oktober 1943 die Funktion als Oberkommandierender der Marineverbände in der Levante (Commander-in-Chief, Levant). Am 4. August 1943 erfolgte zudem seine Beförderung zum Admiral. Am 8. September 1943 improvisierte er ein Unternehmen gegen die italienische Stadt Tarent: Die britischen Schiffe liefen wie zu einem Flottenbesuch in den Hafen ein, von dem Benito Mussolini so oft behauptet hatte, er beherrsche das Mittelmeer. Brindisi und Bari wurden an den folgenden Tagen unter ähnlichen Umständen genommen. An diesem 8. September 1943, 2 Uhr morgens, war es auch gerade eine Woche her, dass Italien bedingungslos kapituliert hatte. Cunningham löste am 15. Oktober 1943 seinen Namensvetter Admiral Andrew Cunningham als Oberkommandierender der Mittelmeerflotte (Commander-in-Chief, Mediterranean Fleet) ab. Er hatte dieses Kommando während der restlichen Kriegsjahre bis Februar 1946 inne und wurde daraufhin abermals von Admiral Sir Algernon Mills abgelöst. Zusätzlich hatte er zwischen Oktober 1943 und Februar 1946 den Posten als Alliierter Marinekommandeur für das Mittelmeer (Allied Naval Commander Mediterranean) inne. Am 1. Januar 1946 wurde er darüber hinaus zum Knight Grand Cross des Order of the Bath (GCB) erhoben.

### Erster Seelord, Admiral of the Fleet und Familie
Zuletzt wurde Admiral Sir John Cunningham am 1. März 1946 wieder Nachfolger von Admiral of the Fleet Andrew Cunningham, nunmehriger 1. Viscount Cunningham of Hyndhope|Andrew Cunningham, und zwar als Erster Seelord und Chef des Marinestabes (First Sea Lord and Chief of the Naval Staff). Er bekleidete diese Funktionen als Lord Commissioner of the Admiralty bis zum 5. September 1948, woraufhin Admiral Bruce Fraser, 1. Baron Fraser of North Cape ihn ablöste. Er wurde am 21. Januar 1948  zum Flottenadmiral (Admiral of the Fleet) befördert und trat wenige Monate später am 5. September 1948 in den Ruhestand.
Im Anschluss fungierte Cunningham, der auch Ehrenmitglied der Institution of Electrical Engineers (MIEE (Hon.)) war, zwischen 1948 und 1958 als Vorstandsvorsitzender der Iraq Petroleum Company und bis zum 23. April 1959 als Deputy Lieutenant (DL) der Grafschaft Bedfordshire.
Aus seiner am 8. März 1910 in St Matthew’s in Bayswater geschlossenen Ehe mit Dorothy May Hannay, die 1959 verstarb, gingen zwei Söhne hervor. Sein jüngerer Sohn Richard Cunningham diente als Kapitänleutnant in der Royal Navy und kam auf dem U-Boot HMS P33 ums Leben, das während eines Tiefenangriffs am 18. August 1941 bei Pantelleria sank.